# Helmut Schad
Helmut Schad (* 4. Januar 1962; † 18. Januar 2017) war ein deutsch-schweizerischer Mobilitätsforscher, Hochschullehrer und Autor. Seine wichtigsten Arbeitsgebiete waren der Fussverkehr, die Multilokalität sowie die Akteur-Netzwerk-Theorie.

## Leben
Helmut Schad war nach seinem Studium der Geographie, Volkswirtschaftslehre und Soziologie an der Universität Trier und einer Tätigkeit im Planungsbüro Auctor in Lörrach von 1994 bis 2002 als Berater im Fachbereich Verkehr der Prognos AG in Basel mit den Arbeitsschwerpunkten neue Mobilitätsdienstleistungen und Mobilitätsmanagement, Evaluation, ÖV-Planung und Konzepte und empirische Mobilitätsanalysen tätig. Ab 2006 arbeitete er als Dozent und Projektleiter am Institut für Tourismuswirtschaft ITW der Hochschule Luzern. Schad starb im Januar 2017 im Alter von 55 Jahren nach kurzer schwerer Krankheit.

## Arbeitsschwerpunkte
Helmut Schad war seit 1991 Mitglied im erweiterten Bundesvorstand des „Fuss e. V.“. In der von „Fuss e. V.“ herausgegebenen Zeitschrift Mobilogisch baute er die Rubrik „Kritischer Literaturdienst Fußgänger“ auf und betreute sie 26 Jahre lang in insgesamt 89 Ausgaben. Seine Analysen und Kommentaren bieten dem Publikum einen Überblick über bedeutende Neuerscheinungen von deren Relevanz für Forschung und Praxis.
Am Institut für Tourismuswirtschaft ITW der Hochschule Luzern entwickelte Schad wissenschaftliche Projekte und Publikationen. Durch seinen interdisziplinären Zugang suchte er dem Themenbereich Mobilität neue Impulse zu vermitteln. So brachte er das Thema „Multilokalität“, also das gleichzeitige Wohnen an verschiedenen Orten, ins Bewusstsein der Wissenschaft und Praxis. Schad war ein Pionier der Entdeckung und Formulierung neuer verkehrsbezogener Zusammenhänge.

## Veröffentlichungen
- Mobil und doppelt sesshaft, Studien zur residenziellen Multilokalität. 2014, ISBN 978-3-900830-85-4.
- Revue Quetelet. Presses Universitaires De Louvain, 2013, ISBN 978-2-87558-244-7.
- Zu Fuß mobil. Praktisches, Förderliches und Forderndes zum Fußverkehr. Heft 158. Institut für Landes- und Stadtentwicklungsforschung des Landes Nordrhein-Westfalen ILS (Hg.). Nov. 2000. (80 S.)
- Prognos AG: Modellversuch „mobiles Schopfheim“ zur Veränderung von mobilitätsbezogenen Einstellungen und des Verkehrsverhaltens. Ergebnisse der Begleitforschung im Auftrag des Ministeriums für Umwelt und Verkehr Baden-Württemberg und der Stadt Schopfheim. Basel 1997.
- mit M. Flamm, C. Wagner, Th. Frey: Neue integrierte Mobilitätsdienstleistungen in der Schweiz. Nationales Forschungsprogramm Verkehr und Umwelt. Bern 1999.